# Nowe Skały
Nowe Skały – skały we wsi Borzęta w województwie małopolskim, w powiecie myślenickim, w gminie Myślenice. Pod względem geograficznym rejon ten należy do Pogórza Wielickiego w obrębie Pogórza Zachodniobeskidzkiego.
Nowe Skały zbudowane są z piaskowca istebniańskiego. Znajdują się w lesie powyżej Starych Skał. Dojazd ulicą Kazimierza Wielkiego w Myślenicach, następnie gruntową drogą przez las. Nowe Skały to mur skalny, na którym uprawiany jest bouldering. Jest w nim bardzo silnie przewieszona skała (właściwie okap). Jest 18 dróg wspinaczkowych (baldów) o trudności od 5+ do 8a w skali francuskiej. Start do większości z nich z pozycji stojącej lub z siedzenia, bez zmurszałego cokołu.
1. Dajesz, dajesz parametr; 5
2. Przymagnezjuj osę; 6B
3. Hop siup; 6b
4. Hop hop; 7b
5. Raz; 7a
6. Trzy; 6b+
7. Totem; 6c
8. Pyta szatana; 7b
9. Le klassiq; 7a
10. Komórka eukariotyczna; 7b
11. Amores perros dla leszczy; 7c+
12. Amores perros; 8a
13. Płomienny rumieniec; 6a
14. Masensu!; 7c
15. Komórka Exprokariotyczna; 7b
16. Trochę szaleństwa; 6c
17. Licz kalorie; 7c
18. Frindiship; 7b
19. Podniebny szpan; 8a
20. Darcie pary; 7b
21. Testosteron; 7a
22. Progesteron; 7b
23. Kula u nogi; 6C
24. Jarzyn z Borzęt; 6c
25. Prostowanie Darcia pary; 7b

Kombinacje
1. Trawers po rancie; 5+
2. Estrella; 7c+
3. Cheating Miss; 7c
4. kombinacja; 7c+
5. Animal Pak; 7b
6. Pyta szatana Extra Long; 7b+[1].

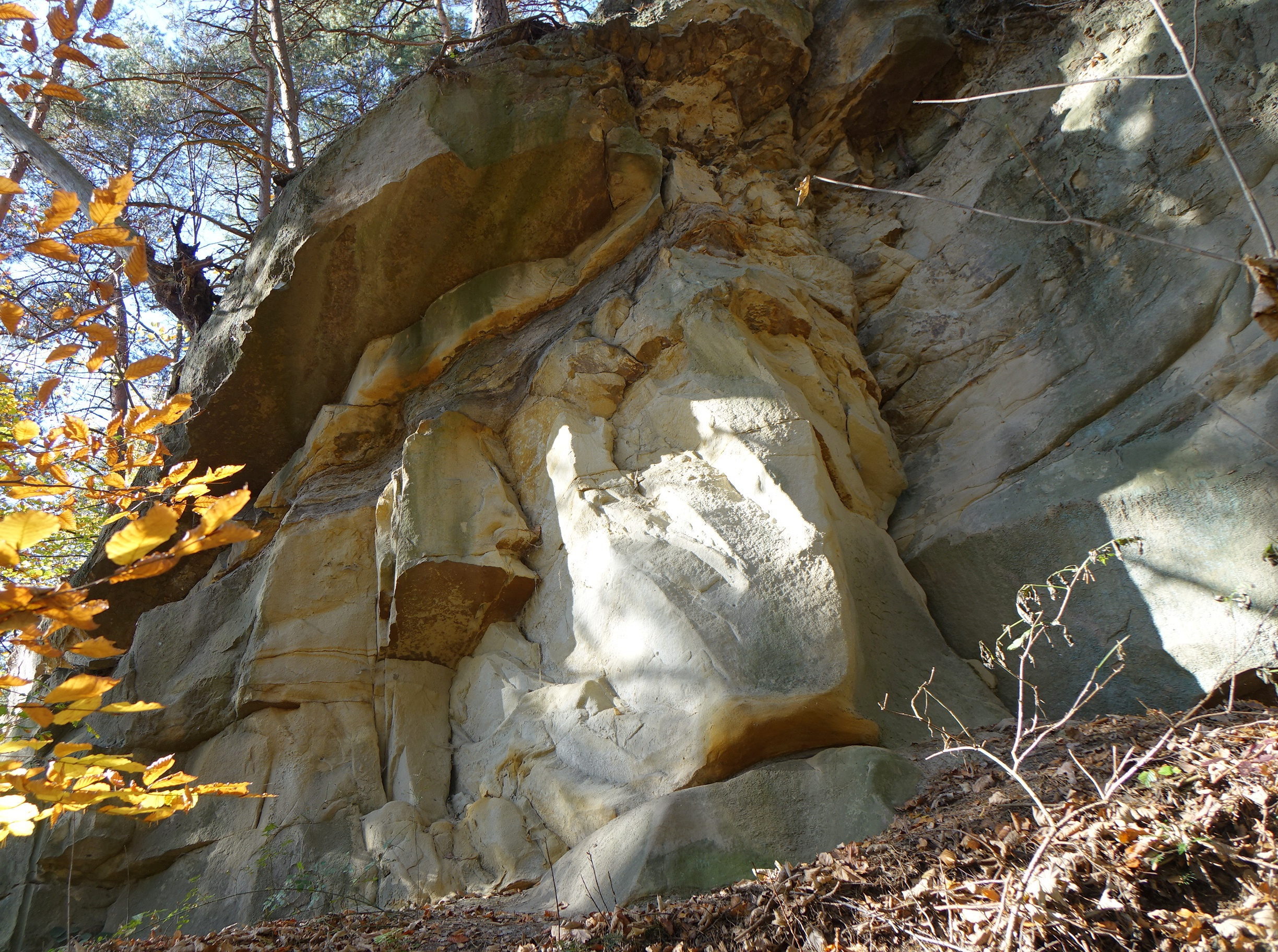
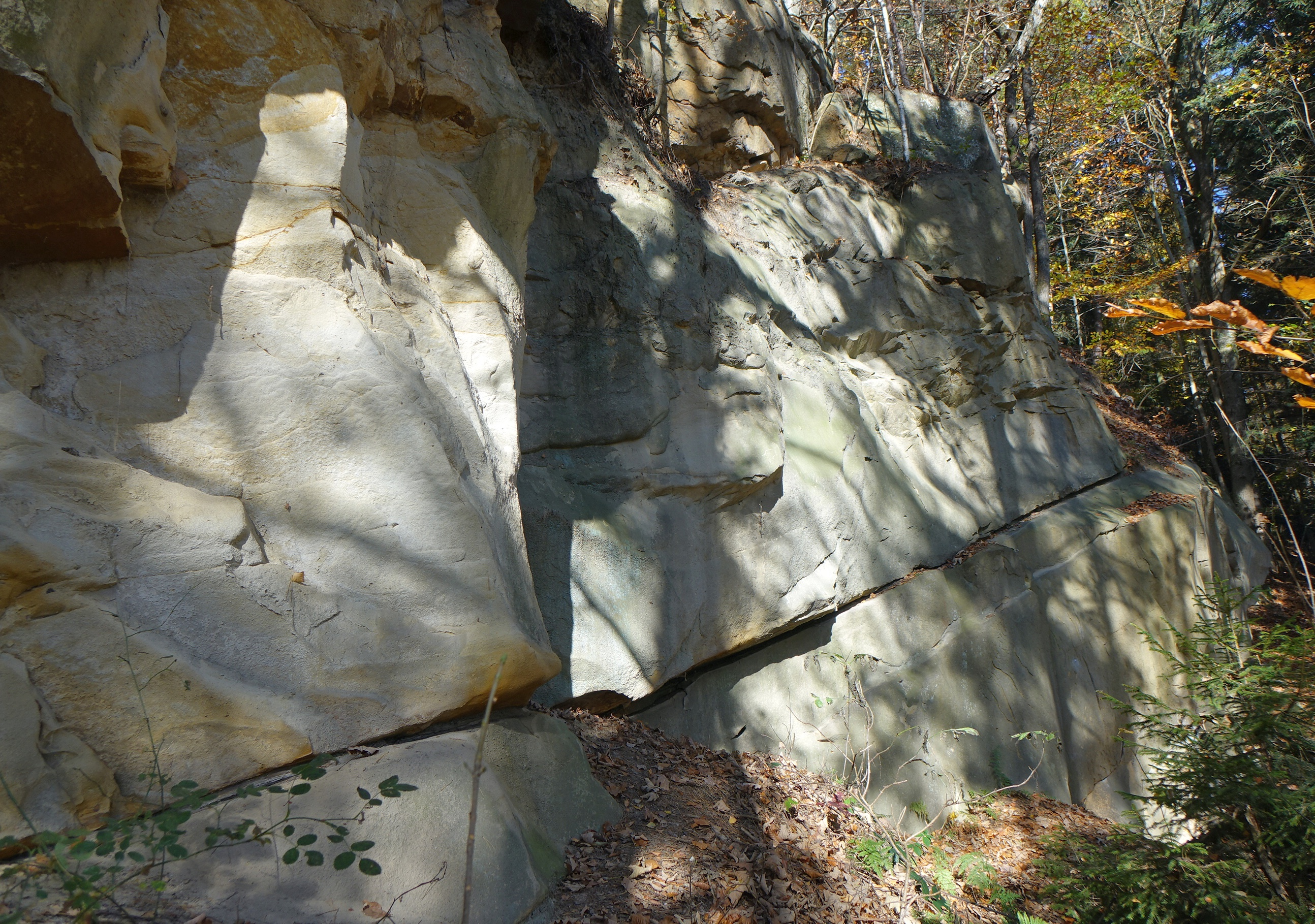
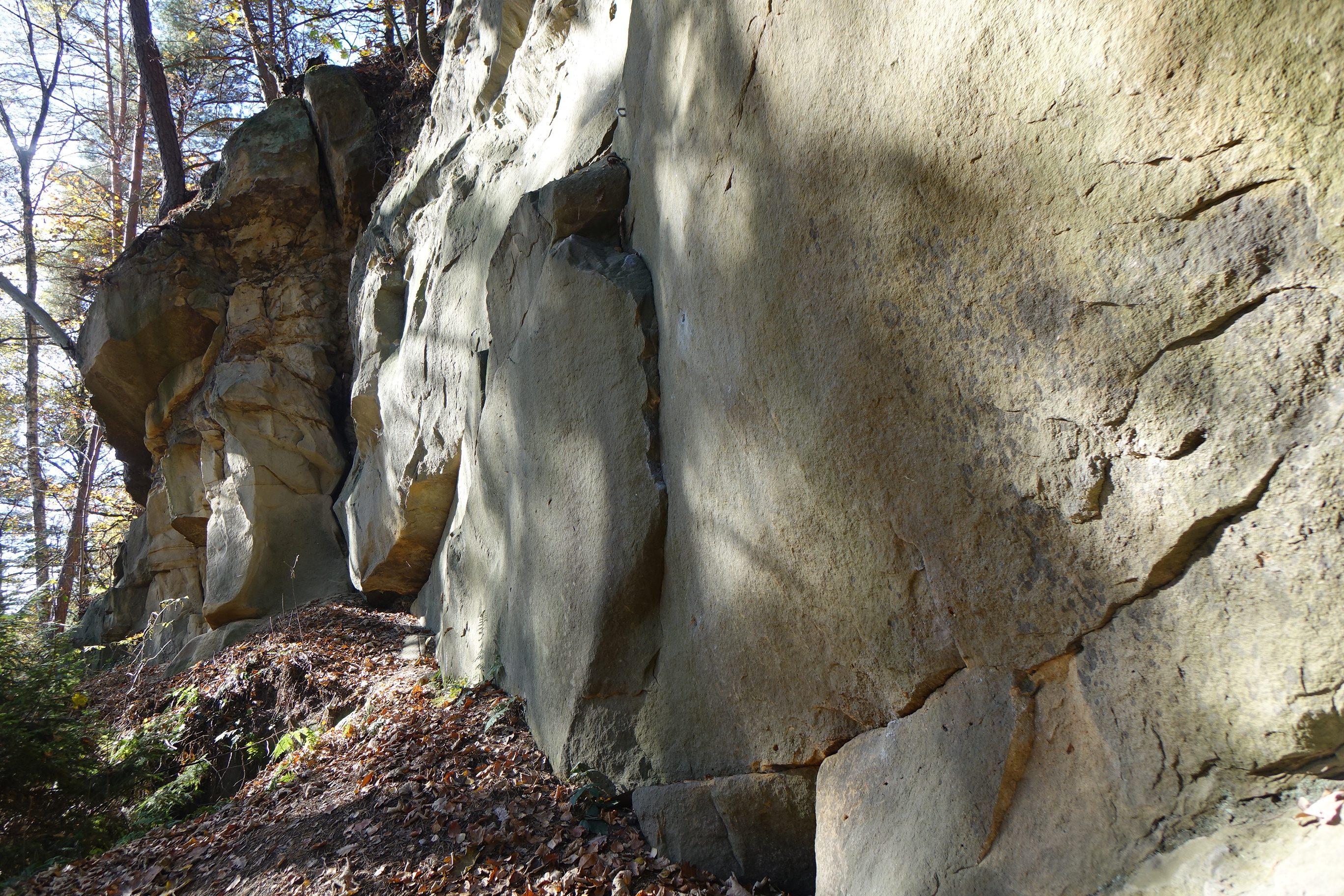
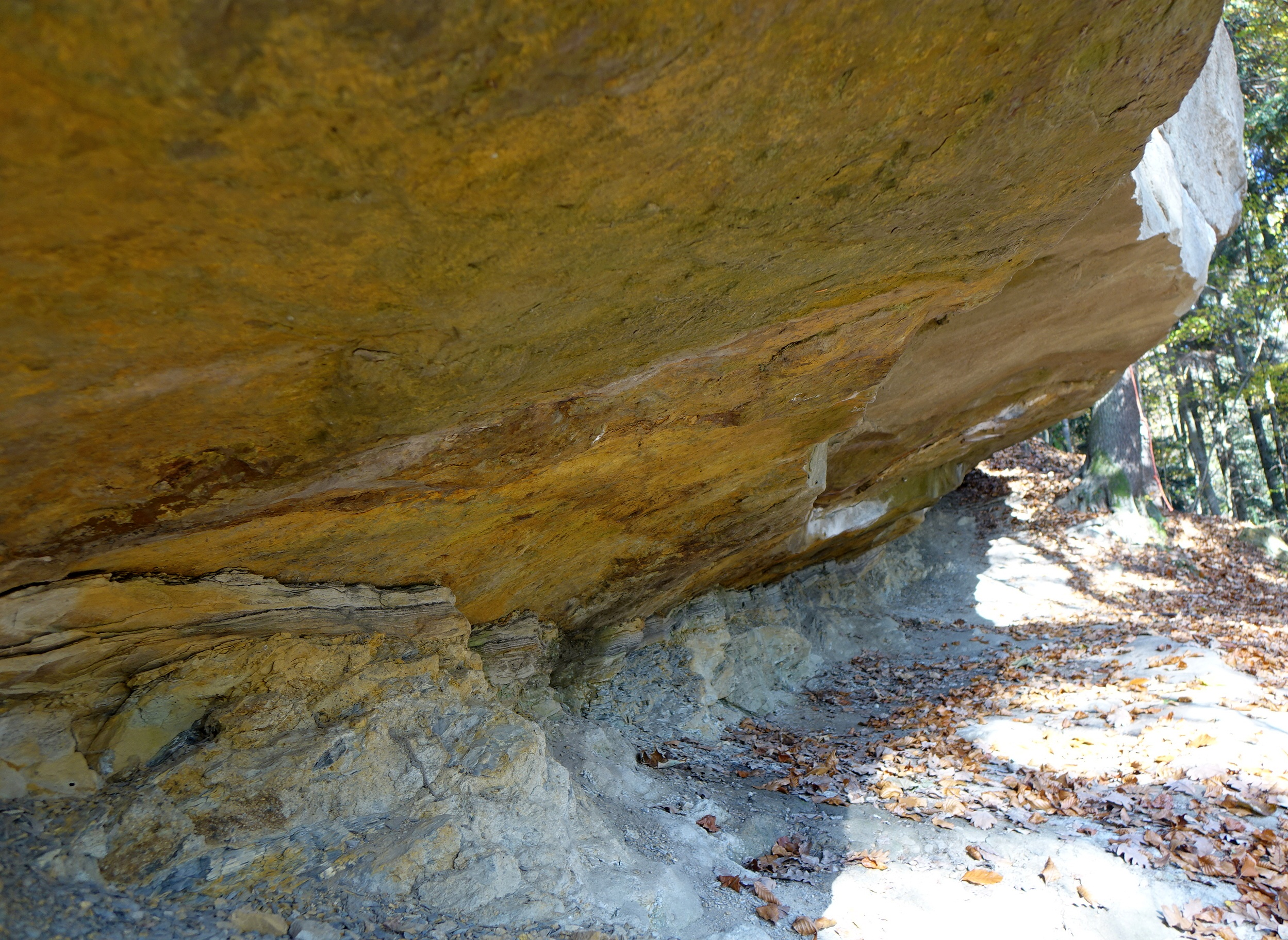
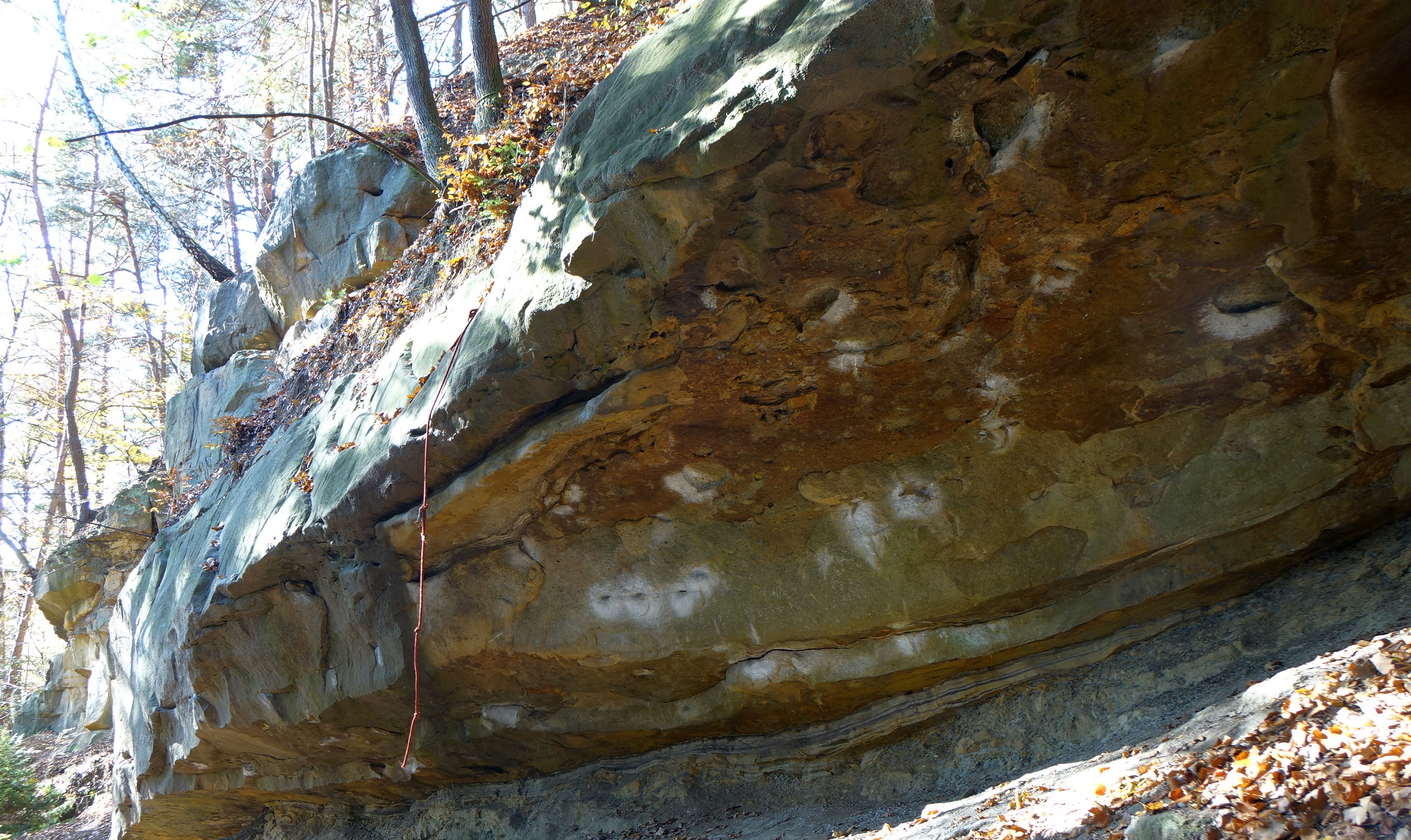
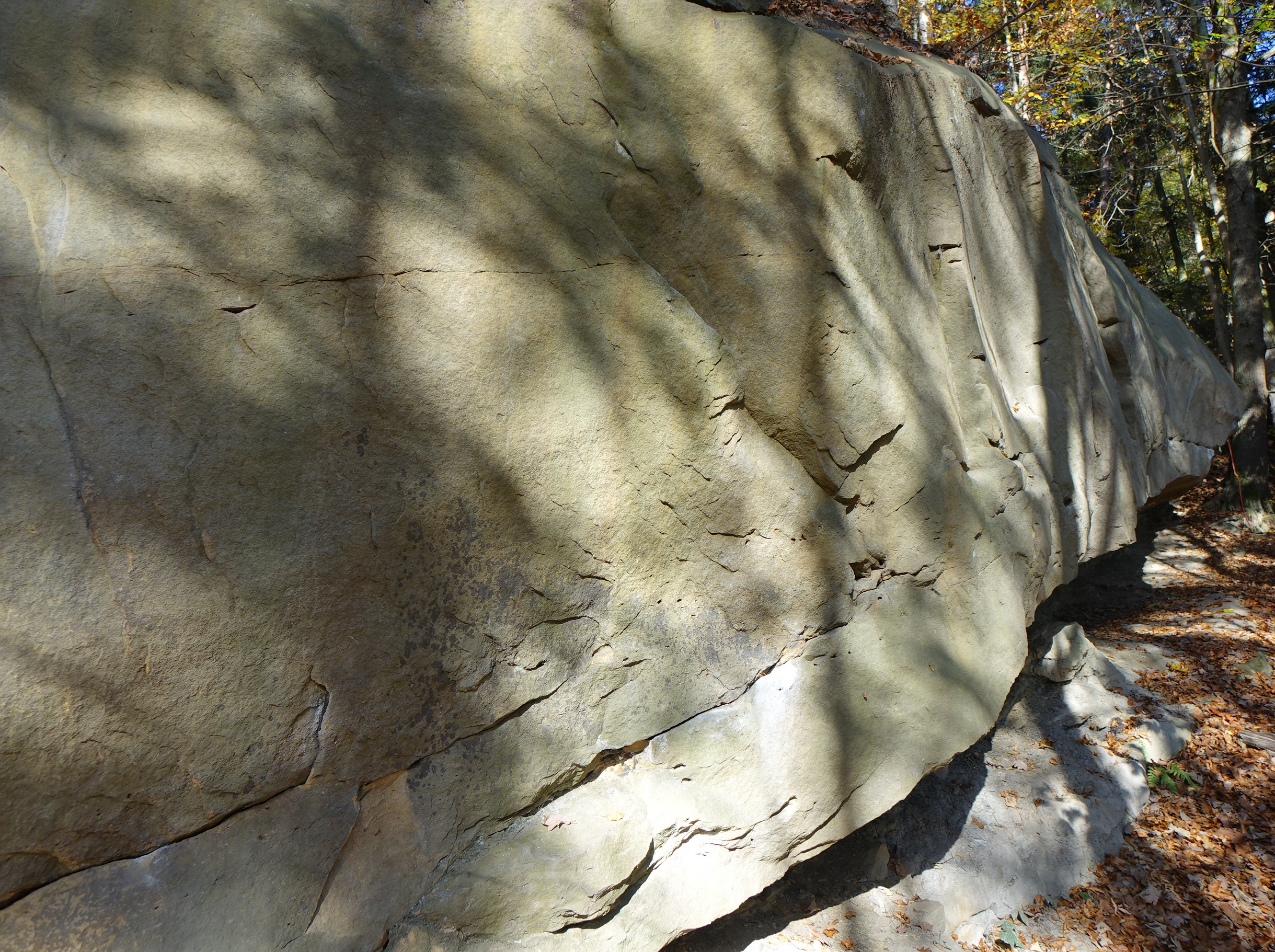

W tym samym lesie w Borzętach nad Jeziorem Dobczyckim znajdują się następne skały boulderingowe: Stare Skały, Ruchliwa, Nosek, Sąsiadka, Sąsiad. Łatwe do odszukania są tylko Stare Skały, odszukanie pozostałych w lesie jest trudniejsze.